# 野球の不文律
野球の不文律（やきゅうのふぶんりつ）では野球における不文律について記す。野球には、公認野球規則（ルールブック）に記されていなくても守らねばならない不文律 (unwritten rules, unwritten codes) が存在するとされている。メジャーリーグベースボール (MLB) や日本プロ野球(NPB)などプロ野球の試合においては、これを破ると故意死球などの報復を受けることがある。

## 概要
野球における不文律は野球の長い歴史を経て形成されていった。不文律が形成されていった理由は、特に勝負に負けたり、あるいは負けつつある相手をさらに貶めることなく、敬意を表するためである。また、既に勝敗が決している試合で記録が乱造されることを避けるためである。
MLBとNPBの両方でプレー経験のある長谷川滋利は著書の中で、特に日本とアメリカでの（とりわけ大量得点差がついた試合での）不文律の扱いの差に触れ、日本では春夏の全国高校野球大会が一発勝負のトーナメント形式で開催されていることもあって、得点差が大きく開いていても確実に勝ちに行く姿勢が身についていると指摘している。
不文律であるので当然のことながら成文は存在しない。また、時代・地域により、強くタブー視されるものと、されないものがある。

### 攻撃側
- 大差（概ね6点以上）でリードしている攻撃側は6回以降で、 カウント3ボール-0ストライクから打ちにいってはならず[2][3][4]、また、 バント・盗塁などの戦術をとってはいけない[5]。さらに最終回に投手を2回以上交代させてもいけないとされる[6]。
- 併殺打を防ぐなどの目的で危険なスライディング（スパイクシューズの裏を野手の体に向けるなど）をしてはいけない[3][4]。コリジョンルール、ボナファイド・スライド・ルールにより不文律から明文化された。
- 打者は（サヨナラを含めて）本塁打を打っても立ち止まって打球の行方を追ったり、バットを投げ(バットフリップ)たり大げさにガッツポーズをとったり、わざとゆっくりとダイヤモンドを回ってはいけない[1][3][4][7][8]。
- ノーヒットノーランや完全試合、あるいは投手タイトルがかかっている場面でバントヒットを狙ってはいけない[2][3]。
- 捕手のサインを盗み見てはいけない。また二塁走者が打者にサインを教えてもいけない[2][3][4]。
- 二者連続本塁打後の初球を打ちに行ってはならない[4][9]。
- 相手投手がマウンドで投球練習中に、ダートサークル内に入ってはいけない[9]。
- 走者が三塁（一塁）付近でアウトになるなどして一塁（三塁）や一塁側（三塁側）ダグアウトに戻る際、マウンドを横切ってはならない[10][11]。
- （日本では）対戦相手1人だけの引退試合の投手には空振り三振をしなければならない[12]。
- 打者が打席に入る際、球審や捕手の前を横切ってはいけない[9]。
- 投手の集中を妨害するために話しかけたりしてはいけない[4]。

### 守備側
- 投手は三振を奪ったときや、スリーアウトを取ったときに過度にガッツポーズをしてはいけない[1]。
- （日本のみ）相手の投手が打席に立ったときは厳しい内角攻めをしてはならない。

### 攻守共通
- ファウルボールを追った相手選手がダグアウトに落ちる際などにも相手を手助けしてはいけない[9]。
- もし乱闘になってしまった際は、野球道具を使用してはならない（バットやボールはもちろん、ヘルメットも投げ付けた場合十分な凶器となりうるため）。また相手を強く殴ったり蹴ったりしてはいけない（選手生命を断つような行為。詳しくはスポーツマンシップを参照）[13]。
- もし乱闘になってしまった際はベンチやブルペンを出て、（制止のためにも）乱闘に参加しなければいけない[3][4]。

### 試合外
- （日本では）クライマックスシリーズ進出などの最終順位に関わる最終戦には引退試合を設定することが禁止されている。
  - 先述の「対戦相手1人だけの引退試合の投手には空振り三振をしなければならない」という不文律に関連して、試合の勝敗よりも引退選手に花を持たせることを優先せざるを得ない状況が発生しうる。一例として、中日ドラゴンズの投手・山本昌の現役最終登板[14]が広島にとって「勝てば3位、負ければ4位」のかかったシーズン最終戦に組まれた事で、広島側に戦いづらい試合となった可能性が指摘されている（本拠地の観衆や地元でのテレビ観戦の関心が高かった最終戦を落とした広島は最終順位4位でシーズンを終えている）[15]。
- （日本では）日本シリーズ中に他球団はグラウンド外での揉め事を起こさず、野球ファンの視線を日本シリーズに集中させるよう務めなければならない、つまり義務付けられている[16]。

### ペナルティー
最も一般的なペナルティーは次打席での故意死球である。この場合でも頭(ビーンボール)を狙ってはいけない、相手投手の打席では死球を与えてはいけないという不文律がある。投手への報復としては、スイングと同時にバットをマウンドへ飛ばす、ピッチャー返しを狙うなどが挙げられる。

## 事例

### MLB
- 2001年5月24日、ニューヨーク・メッツの新庄剛志は8点リードで迎えた8回にボールカウント3ボール0ストライクからスイングし、翌日に足に死球を受けた[2][17]。
- 2001年5月26日、アリゾナ・ダイヤモンドバックス対サンディエゴ・パドレス3回戦 (クアルコム・スタジアム)においてダイヤモンドバックスの先発カート・シリングが7回までノーヒットノーランを続けていたが、 8回裏1死から5番ベン・デービスがセーフティバントを成功させ、シリングの無安打記録は途絶えた。試合は3-1でダイヤモンドバックスが勝利し、シリングも完投勝利を挙げたが、試合後にダイヤモンドバックスのボブ・ブレンリー監督がデービスを「チキン」と評して批判し、物議をかもした[18]。
- 2009年9月6日、ミルウォーキー・ブルワーズのプリンス・フィルダーはサンフランシスコ・ジャイアンツ戦でサヨナラ本塁打を放ち、本塁上で味方のチームメイトをボウリングのピンのように一斉に仰向けにひっくり返らせるというパフォーマンスを行った。これが「ホームランですでに打ちのめされた相手に追い打ちをかける傲慢な行為」とみなされ、フィルダーは約半年後となる2010年3月にオープン戦でジャイアンツのバリー・ジトから報復死球を受けた[19][20]。
- 2010年4月29日、ニューヨーク・ヤンキース対オークランド・アスレチックス戦において、一塁走者であったヤンキースのアレックス・ロドリゲスは味方打者が左翼線上に放った安打性の飛球を見て三塁まで進んだが、ファウルと判定されたため一塁に戻った。この際ロドリゲスがマウンドを横切ったため、投手のダラス・ブレイデンが激高してイニング終了後にロドリゲスに厳しく文句を言い、グラブをベンチに叩きつけた[10][11]。
- 2010年9月1日、フロリダ・マーリンズ対ワシントン・ナショナルズ戦において、マーリンズが11点リードで迎えた4回表にマーリンズのクリス・ボルスタッドがナショナルズのナイジャー・モーガンに死球を与えた[21]。モーガンは一塁へ向かったが、直後に二盗と三盗を続けざまに敢行。大量得点差での盗塁をしたモーガンは、6回の第三打席で死球にはならなかったものの体の後ろを通る報復投球を受けた。最後はモーガンがこれに激昂してボルスタッドに殴りかかり、4人の退場者を出す大乱闘へと発展した[22]。
- 2011年7月8日、ボストン・レッドソックス対ボルチモア・オリオールズ戦においてオリオールズが7点リードしているにもかかわらず、オリオールズのケビン・グレッグはレッドソックスのデビッド・オルティスに対して、厳しい内角攻めを行った。最後はオルティスが強振し中飛で終わるが、内角攻めにオルティスが激怒して乱闘が発生した。オルティスは「大きなリードをしているのに内角攻めは間違っている。ストライクを投げて早く終わらすべきだった」と主張。これに対してグレッグは「7点差は決定的な差ではない。また、もし試合が終わっているのであれば、オルティスは強振せずに三振すべきだった」と両者が不文律における正当性を主張した[23]。
- 2021年5月17日、シカゴ・ホワイトソックス対ミネソタ・ツインズ戦の9回において、11点ビハインドのツインズはマウンドに内野手登録のウィリアンス・アストゥディーヨを登板させた。2アウトランナーなしの場面で打席に入ったヤーミン・メルセデスは3ボールノーストライクから47マイル（約76キロ）の4球目を強振しホームランにした。これに対しホワイトソックスのトニー・ラルーサ監督はメルセデスを激しく叱責し、翌日にはツインズの救援投手タイラー・ダフィーがメルセデスの背後を通る危険な投球をしたとして退場になっている[24][25]。
- 2022年4月20日、ヒューストン・アストロズ対ロサンゼルス・エンゼルス戦において、エンゼルス・大谷翔平は5回までパーフェクトピッチングをしていたが、6回裏無死にアストロズのニコ・グッドラムはセーフティバントを試みた。ファウルになったことで完全試合は継続したが、グッドラムは味方かつホームのアストロズファンからブーイングを浴びた[26]。

### NPB
- 2001年5月22日、読売ジャイアンツ対東京ヤクルトスワローズ戦で、ヤクルト投手の藤井秀悟が7点リードで迎えた9回表2死3塁で打ちに出て全力疾走したため（記録はショートゴロ）、その裏マウンドに上がる際巨人ベンチから野次を浴び、涙ぐんだ[27]。
- 2002年8月6日、西武ライオンズ対大阪近鉄バファローズ戦において、近鉄監督の梨田昌孝は0-9で負けていた4回表に、自軍のタフィ・ローズと本塁打王を争っていたアレックス・カブレラの敬遠を指示した。これを見た西武監督の伊原春樹は10点差がついた5回裏に高木浩之に犠牲バントをさせた[27]。
- 2007年4月19日、ヤクルト対横浜ベイスターズ戦にて横浜が11点リードの7回表に一塁走者石川雄洋が二盗を成功[28]。これに対してヤクルト捕手（当時兼任監督）だった古田敦也は二塁への送球の素振りも見せず横浜ベンチに罵声を浴びせ、直後の投球で遠藤政隆は内川聖一の背中に死球を与える。さらに続く村田修一には初球から頭部への抜け球を投げ、避けようとうずくまった村田が突き出した頭部に直撃したことで横浜側も激昂、両軍入り乱れての乱闘に発展する。球審・深谷篤は危険球退場の遠藤に加えて、遠藤の退場判定に抗議した際に暴言を吐いた古田にも退場を宣告した。なお、この試合は古田の通算2000試合出場達成試合で、古田の退場は1996年6月29日対阪神戦（神宮）で自身に対する3連続の頭部への投球に激怒して阪神捕手・山田勝彦と乱闘を起こし双方退場となって以来2度目[29]。
- 2007年10月6日、広島東洋カープの佐々岡真司投手が引退試合として10点リードで迎えた9回2アウトランナーなしから登板。迎えた横浜の打者村田修一は3ボールから強振し、本塁打王のタイトル獲得を決定づける36号本塁打を放った。村田は試合終了後に引退セレモニーで佐々岡が球場を一周しているときに出て行って謝罪し、試合後のインタビューでは「打って辛いホームランは今日が初めて」と語った。佐々岡の記事に詳述[30][31]。
- 2010年4月9日、西武・涌井秀章から初回に3点本塁打を放った千葉ロッテマリーンズの神戸拓光は、喜びのあまりガッツポーズを連発した上、自軍ベンチ前でM字開脚のようなポーズをとった。神戸は次の打席で死球を受け、神戸自身は全く怒ることなくすぐに一塁へ歩き出したがこれを報復行為と受け取った金森栄治コーチらが怒ってベンチを飛び出し、終いにはブルペンに待機していた両軍投手も集まっての一触即発となった[1][32]。試合終盤には、通算1500安打の記録がかかっていた井口資仁に山本淳が死球を与え、激昂した西岡剛が山本に詰め寄ったのをきっかけに2度目の乱闘寸前となる騒ぎが起こっている。
- 2010年6月5日、阪神タイガースの藤川俊介は5点差でリードした7回に盗塁した。これに対してオリックス・バファローズ監督の岡田彰布は「5点差でな…。あれは大変なことをやってしまったな。こっちは負けを認めているのに」、「あしたも試合があるのにな」と発言した[33]。なお、守備側が無関心だったこともあり、盗塁は記録されなかった[33]。岡田は後日「こっちが（盗塁を）警戒もしてないとこに完全な侮蔑行為。（暗黙の了解を）知らなかったではすまない。やったらあかんことよ」と発言した[34]。
- 2010年6月10日、中日ドラゴンズの大島洋平が6点差がついた8回表にセーフティバントで出塁した際、東北楽天ゴールデンイーグルスの川井貴志は次打者の森野将彦に対し厳しく内角をえぐる投球をした[35]。
- 2013年10月27日の楽天対巨人戦（日本シリーズ第2戦）において、楽天の先発投手田中将大は相手打線を1点に抑えて完投勝利を飾った。その時に6回表2死満塁の場面でホセ・ロペスとの対戦で空振り三振に仕留めると、直後にくるりと後ろを向いてこぶしを握り、何か叫びながら腕を大きく振ってのガッツポーズを見せた。これを「過度なパフォーマンス」と受け取ったロペスは11月2日の第6戦で田中から本塁打を打った時に彼に文句を言った。試合後のインタビューでは「彼は一流のピッチャーなのだから、マウンド上でやってはいけないことを分かっているはずだ。私には彼が(三振の場面で)叫んでいるのも、はっきりと聞こえた。だから私はどうしても彼から打ちたかった」と答えている[36]。
- 2015年4月25日の広島対阪神戦で、阪神先発投手の藤浪晋太郎がバントの構えを見せた広島先発・黒田博樹の胸元を突く内角球を3球連続して投じた。制球難に苦しんでいた藤浪は荒れ球が多く右打者に対する死球が多かったが、投手に対する内角攻めに黒田が激怒してあわや乱闘の騒ぎになった[37]。
- 2017年6月6日、DeNA対楽天戦でDeNAの梶谷隆幸が8点差のついた6回表に盗塁。8回に迎えた次の打席で楽天の久保裕也投手から厳しい内角攻めを受け、球審西本欣司は警告試合を宣言した[38]。
- 2021年7月6日、ヤクルト対阪神戦にて、5回表の阪神の攻撃で二塁走者の近本光司が左手を腰の付近まで上げたため、打者へのサイン伝達を疑った三塁手の村上宗隆がアピールした。これを受けてヤクルト・阪神の両ベンチから野次が飛び交い、最終的にヤクルト監督の高津臣吾と阪神監督の矢野燿大が審判団を交えて口論する事態となった[39]。
- 2021年10月17日、北海道日本ハムファイターズ対オリックス戦で日本ハム斎藤佑樹の引退試合が設定された。しかしこの時にオリックスがロッテとの熾烈な優勝争いをしていたこと、また斎藤本人の望みもあって、日本ハム側はオリックス側に「真剣勝負」を申し入れた。斎藤は7回に登板し福田周平と対戦し、結果は四球であった[40]。
- 2024年4月21日、ヤクルト対DeNA戦にて度会隆輝が3回表にこの試合自身2個目・チーム3個目の死球を受けた後、6点リードしている中で二盗を成功させた。ただしこの出来事を報じたデイリースポーツは「近年の野球においてはセーフティーリードの見解が分かれており（中略）6点差が完全な安全圏であるとは言い切れない」とした上で、本項の不文律を「かつてのプロ野球界での暗黙の了解」「守らなければ報復死球対象になるケースがあった」と記した[41]。

### KBO
- 2008年6月15日、起亜タイガースの李在珠が6点リードで迎えた6回に二盗を成功。するとSKワイバーンズの尹吉鉉が打者の崔景煥に故意死球を与えようとした。さらに崔景煥もこの行為を威嚇行為と判断して激怒し、尹吉鉉を怒鳴りつけたため乱闘騒ぎになった。結果的にこの2名及び暴力行為を働いた蔡鍾範が退場になり、翌日には退場した3人全員が二軍に降格になった[42]。
- 2012年9月12日、SKワイバーンズ対LGツインズにおいてSKの李萬洙監督は3点リードで迎えた9回裏に投手を2回交代させた。これに不満を持ったLGの金杞泰監督は2アウトランナー2塁の場面から投手の申東勳を朴龍沢の代打として打席に送り[43]、その申東勳はスイングを一度もせず三振に倒れた。これに対して金杞泰監督は「瀕死のチームに追い討ちをかけたことに対しての抗議だ」と語った[6]。
- 2013年5月21日、ネクセン・ヒーローズの姜正浩が8点リードで迎えた5回表に三盗を行った。これに対して斗山ベアーズの尹明準が打者の柳漢俊に死球を与え、次打者の金旼成にも死球にはならなかったが体の後ろを通る危険な投球をした。そして激怒した金旼成が尹明準に殴りかかり、合計4名の退場者を出す大乱闘になった[44]。
- 2015年5月27日、斗山ベアーズ対NCダイノス戦においてNCの先発エリック・ハッカーが呉載元に死球を与えたことにより小競り合いが発生。その場は一旦収まるかのように見えたが、無関係だったはずの閔炳憲がマウンドの周りに集まったNCの選手団を目掛けてボールを投げつけたため激しい乱闘になった。さらに審判団がボールの投げつけを張珉碩の行為と誤認し、彼に退場を宣告したため試合後に大問題となった[45]。

### WBC
- 2013年3月9日、2013 WBCにおいて第1ラウンドD組のメキシコとカナダが対戦した際、6点差でカナダがリードする9回表に、カナダの打者クリス・ロビンソンがバントで出塁。これに対してメキシコの投手アーノルド・レオンがカナダの次の打者であるレーン・トソニに内角攻めを行い警告試合とされたが、無視して死球を当てた。結果両チーム入り乱れての大乱闘となり、合わせて7名が退場となった[46]。